# Korbelík
Korbelík je stará moravská jednotka objemu užívaná pro kapaliny.

## Hodnota
- jeden korbelík = 0,279 litru = 1/192 měřice

## Použitý zdroj
- Malý slovník jednotek měření, vydalo nakladatelství Mladá fronta v roce 1982, katalogové číslo 23-065-82